# Americas Rugby Championship 2014
El Americas Rugby Championship de 2014 fue la quinta edición del torneo. En este año se presentaron los segundos equipos representativos de Rugby Canada, USA Rugby, Unión Argentina de Rugby y Unión de Rugby del Uruguay
Uruguay clasificó al ARC 2014 en calidad de campeón del Sudamericano A 2014.

## Equipos participantes
- Argentina (Los Jaguares)

1- Lucas Noguera Paz; 2- Matías Cortese, 3- Matías Díaz; 4- Guido Petti, 5- Matías Alemanno; 6- Rodrigo Báez (capitán), 7- Javier Ortega Desio, 8- Facundo Isa; 9- Felipe Ezcurra, 10- Patricio Fernández; 11- Dan Isaak, 12- Brian Ormson, 13- Joaquín Paz, 14- Facundo Barrea; 15- Román Miralles. 16- Roberto Tejerizo, 17- Julián Montoya, 18- Lucas Martínez, 19- Juan Cruz Guillemaín, 20- Francisco Panessi, 21- Gonzalo Bertranou, 22- Juan Ignacio Brex, 23- Federico Giménez. Entrenadores: Bernardo Urdaneta y Pablo Gómez Cora.
- Canadá (Canadá A)
- Estados Unidos (USA Select XV)
- Uruguay (Uruguay A)

## Posiciones[6]
| Pos. | Equipo        | Encuentros | Encuentros | Encuentros | Encuentros | Tantos  | Tantos    | Tantos     | Puntos Bonus | Puntos Totales |
| Pos. | Equipo        | jugados    | ganados    | empatados  | perdidos   | a favor | en contra | diferencia | Puntos Bonus | Puntos Totales |
| ---- | ------------- | ---------- | ---------- | ---------- | ---------- | ------- | --------- | ---------- | ------------ | -------------- |
| 1    | Jaguares      | 3          | 3          | 0          | 0          | 111     | 32        | + 79       | 3            | 15             |
| 2    | USA Select XV | 3          | 2          | 0          | 1          | 60      | 49        | + 11       | 1            | 9              |
| 3    | Canadá A      | 3          | 1          | 0          | 2          | 32      | 61        | - 29       | 0            | 4              |
| 4    | Uruguay A     | 3          | 0          | 0          | 3          | 20      | 81        | - 61       | 0            | 0              |

Nota: Se otorgan 4 puntos al equipo que gane un partido, 2 al que empate y 0 al que pierda
Puntos Bonus: 1 punto por convertir 4 tries o más en un partido y 1 al equipo que pierda por no más de 7 tantos de diferencia

## Resultados

### Primera fecha
| 11 de octubre 14:30 | USA Select XV | 14 - 41 | Jaguares | Westhills Stadium, Langford, Canadá |  |
|                     |               | Reporte |          |                                     |  |

| 11 de octubre 16:30 | Canadá A | 20 - 6  | Uruguay A | Westhills Stadium, Langford, Canadá |  |
|                     |          | Reporte |           |                                     |  |

### Segunda fecha
| 15 de octubre 18:00 | Uruguay A | 9 - 31  | Jaguares | Westhills Stadium, Langford, Canadá |  |
|                     |           | Reporte |          |                                     |  |

| 15 de octubre 20:00 | Canadá A | 3 - 16  | USA Select XV | Westhills Stadium, Langford, Canadá |  |
|                     |          | Reporte |               |                                     |  |

### Tercera fecha
| 19 de octubre 14:30 | Uruguay A | 5 - 30  | USA Select XV | Westhills Stadium, Langford, Canadá |  |
|                     |           | Reporte |               |                                     |  |

| 19 de octubre 16:30 | Canadá A | 9 - 39  | Jaguares | Westhills Stadium, Langford, Canadá |  |
|                     |          | Reporte |          |                                     |  |

| Bandera de Argentina |
| Campeón Jaguares     |
| Quinto título        |